# Mezametara Saikyō Sōbi to Uchūsen Mochi Datta no de, Ikkodate Mezashite Yōhei Toshite Jiyū ni Ikitai
Mezametara Saikyō Sōbi to Uchūsen Mochi Datta no de, Ikkodate Mezashite Yōhei Toshite Jiyū ni Ikitai (目覚めたら最強装備と宇宙船持ちだったので、一戸建て目指して傭兵として自由に生きたい lit. Renacido como mercenario espacial: ¡Me desperté pilotando la nave espacial más fuerte!?), también conocida como Reborn as a Space Mercenary: I Woke Up Piloting the Strongest Starship!, es una serie de novelas ligeras escritas por Ryūto e ilustradas por Tetsuhiro Nabeshima. Comenzó a serializarse en el sitio web de publicación de novelas generalizadas por usuarios Shōsetsuka ni Narō en febrero de 2019. Posteriormente, fue adquirida por Fujimi Shobo, que ha publicado catorce volúmenes desde julio de 2019 bajo el sello de Kadokawa Books.
Una adaptación al manga con ilustraciones de Shin'ichi Matsui ha sido serializado en línea a través del sitio web ComicWalker de Kadokawa Corporation desde noviembre de 2019 y se ha recopilado en nueve volúmenes tankōbon. Una adaptación al anime ha sido anunciada.

## Sipnosis
¿Qué pasaría si de repente despertaras en el espacio con hermosas jóvenes y una nave de alta tecnología?
Takahiro Satō es un oficinista común y corriente ordinario que a su vez, es un aficionado gamer aventajado de su juego de rol de FPS favorito Stella Online, un juego de space opera y ciencia ficción fantástica donde se surgen aventuras y batallas épicas en galaxias estelares. Un día y sin previo aviso, se despierta en una nave espacial y descubre poco a poco que se encuentra en el mundo de su juego favorito; al tratar de comprender la situación en la que se encontraba, un grupo de bandidos espaciales tratan de interceptarlo, pero los mata de un solo golpe y después de esto, rescata a una joven sin dinero en una colonia espacial. ¡La aventura del mercenario llamado Hiro en este mundo intergaláctico apenas acaba de comenzar!

## Contenido de la obra

### Novela ligera
Escrito por Ryūto, Mezametara Saikyō Sōbi to Uchūsen Mochi Datta no de, Ikkodate Mezashite Yōhei Toshite Jiyū ni Ikitai comenzó a serializarse en el sitio web de publicación Shōsetsuka ni Narō el 4 de febrero de 2019. Más tarde, fue adquirido por Fujimi Shobo, que comenzó a publicarlo con ilustraciones de Tetsuhiro Nabeshima bajo su sello Kadokawa Books el 10 de julio de 2019.
Las novelas ligeras están licenciadas en inglés por Seven Seas Entertainment.

#### Lista de volúmenes
| N.º | Fecha de lanzamiento     | ISBN original          |
| --- | ------------------------ | ---------------------- |
| 1   | 10 de julio de 2019      | ISBN 978-4-04-073192-6 |
| 2   | 10 de enero de 2020      | ISBN 978-4-04-073452-1 |
| 3   | 10 de julio de 2020      | ISBN 978-4-04-073702-7 |
| 4   | 10 de diciembre de 2020  | ISBN 978-4-04-073893-2 |
| 5   | 8 de mayo de 2021        | ISBN 978-4-04-074083-6 |
| 6   | 8 de octubre de 2021     | ISBN 978-4-04-074263-2 |
| 7   | 10 de marzo de 2022      | ISBN 978-4-04-074450-6 |
| 8   | 10 de agosto de 2022     | ISBN 978-4-04-074627-2 |
| 9   | 10 de enero de 2023      | ISBN 978-4-04-074818-4 |
| 10  | 10 de mayo de 2023       | ISBN 978-4-04-074968-6 |
| 11  | 10 de octubre de 2023    | ISBN 978-4-04-075154-2 |
| 12  | 10 de abril de 2024      | ISBN 978-4-04-075389-8 |
| 13  | 10 de septiembre de 2024 | ISBN 978-4-04-075611-0 |
| 14  | 10 de febrero de 2025    | ISBN 978-4-04-075812-1 |
| 15  | 10 de julio de 2025      | ISBN 978-4-04-075984-5 |

### Manga
Una adaptación del manga ilustrada por Shin'ichi Matsui comenzó a serializarse en el sitio web ComicWalker de Kadokawa Corporation el 24 de noviembre de 2019.
La adaptación al manga también está licenciada en inglés por Seven Seas Entertainment.

#### Lista de volúmenes
| N.º | Fecha de lanzamiento     | ISBN original          |
| --- | ------------------------ | ---------------------- |
| 1   | 23 de abril de 2020      | ISBN 978-4-04-064341-0 |
| 2   | 23 de octubre de 2020    | ISBN 978-4-04-064984-9 |
| 3   | 21 de mayo de 2021       | ISBN 978-4-04-680421-1 |
| 4   | 22 de diciembre de 2021  | ISBN 978-4-04-680965-0 |
| 5   | 23 de julio de 2022      | ISBN 978-4-04-074083-6 |
| 6   | 22 de febrero de 2023    | ISBN 978-4-04-682162-1 |
| 7   | 22 de septiembre de 2023 | ISBN 978-4-04-682814-9 |
| 8   | 23 de abril de 2024      | ISBN 978-4-04-683628-1 |
| 9   | 23 de enero de 2025      | ISBN 978-4-04-684398-2 |

### Anime
Se anunció una adaptación al anime el 6 de febrero de 2025.

## Recepción
En febrero de 2025, la serie tenía más de 1,3 millones de copias en circulación.